# Elizabeth Reyes
Rita Elizabeth Reyes Limpias (La Paz, Bolivia; 23 de mayo de 1965) es una socióloga, psicóloga y política boliviana. Fue diputada plurinominal de Bolivia por el Departamento de La Paz, desde el 23 de enero de 2010 hasta el 23 de enero de 2015.
Es también una de las fundadoras del partido político de Unidad Nacional (UN) en el Departamento de La Paz.

## Biografía
Elizabeth Reyes nació el 23 de mayo de 1965 en la ciudad de La Paz. Su padre José Reyes Carvajal (1940-1981) quien en su época fuera un importante dirigente político del Movimiento de Izquierda Revolucionaria (MIR). En 1971, su padre fue exiliado a Venezuela por el primer gobierno el presidente Hugo Banzer Suárez (1971-1978). Con la caída de la dictadura, José Reyes Carvajal decidió retornar a Bolivia.
Pero el padre de Elizabeth sería brutalmente asesinado el 15 de enero de 1981 en la terrible Masacre de la Calle Harrington, llevado a cabo ya durante el gobierno de Luis García Meza Tejada.
Elizabeth Reyes comenzó sus estudios escolares en 1971 y durante toda la década de 1970 realizaría una gran parte de sus estudios educativos en la ciudad de Caracas, Venezuela debido al exilio de su padre. Con la caída de la dictadura, retornó a Bolivia, en donde saldría bachiller el año 1983 del Colegio Loreto de la ciudad de La Paz.
Continuó con sus estudios superiores, ingresando el año 1984 a estudiar la carrera de sociología en la Universidad Mayor de San Andrés (UMSA), graduándose como socióloga de profesión el año 1990. En 1991, estudió también la carrera de psicología en la Universidad Católica Boliviana San Pablo de La Paz, graduándose también como psicóloga de profesión el año 1997.
Actualmente es miembro de la Red por la Democracia así como también pertenece al Foro Político de Mujeres. 

## Carrera política
Elizabeth ingresó a la política e intentó seguir los pasos de su fallecido padre dentro del Movimiento de Izquierda Revolucionaria (MIR), pero al ver que este partido político estaba casi desaparecido para el año 2005, entonces decidió aliarse con el empresario y político paceño Samuel Doria Medina para fundar un nuevo partido denominado Unidad Nacional.

### Diputada Plurinominal (2010-2015)
En octubre de 2009, fue candidata al cargo de diputada plurinominal, por el Departamento de La Paz, logrando ganar el curul. Elizabeth Reyes estuvo en el cargo desde el 23 de enero de 2010 hasta el 23 de enero de 2015. 

### Elecciones subnacionales de 2015
En 2015, Elizabeth Reyes fue candidata al cargo de Gobernadora del Departamento de La Paz representado al partido de Frente de Unidad Nacional de Samuel Doria Medina, pero esta vez no tuvo éxito. Salió en tercer lugar, logrando obtener el 8% de la votación (108 509 votos) a nivel departamental.

## Historial electoral

### Elecciones departamentales de 2015
- Elecciones departamentales de La Paz de 2015 para Gobernador por el Departamento de La Paz para el periodo 2015-2020

|  | 50,09 % |

|  | 30,68 % |

|  | 8,07 % |

|  | 4,76 % |

|  | 3,91 % |

|  | 1,38 % |

|  | 1,11 % |